# Constante solar
A Constante Solar é denominada pelo fluxo de radiação do Sol, que é o total de energia que atinge o limite da atmosfera na superfície de 1cm², perpendicularmente aos raios solares durante um minuto. É muito importante conhecer a capacidade exata da potência da radiação solar para muitos problemas da astrofísica e da geofísica.

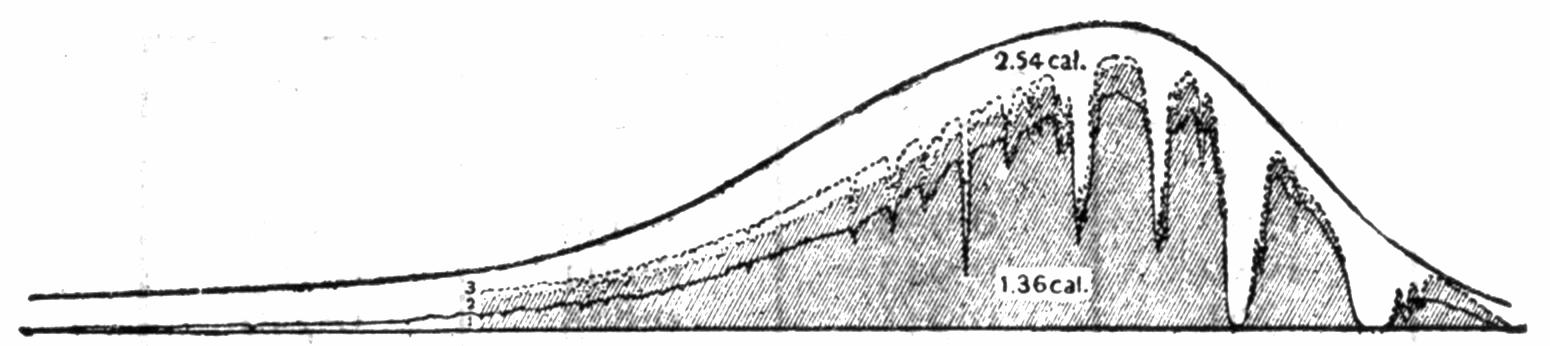
A bolografia Langley de 1903 com um erro na constante solar de 2.54 calorias/minuto/centímetro quadrado.

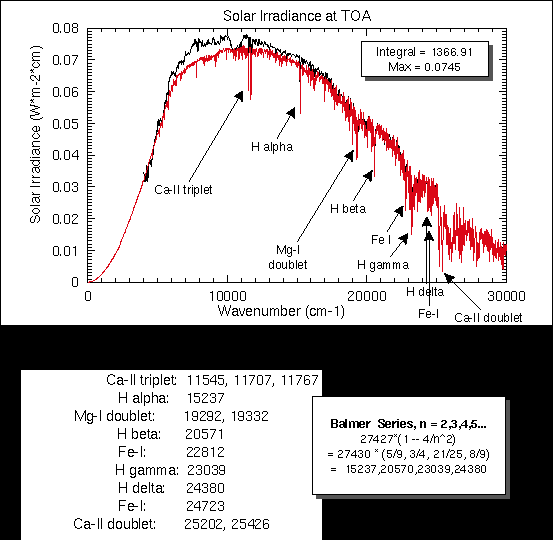
Espectro de radiação solar no topo da atmosfera, em uma escala linear e contra a número de onda.

## Constante Solar e sua Medição
De acordo com várias medições, o valor da constante solar Q se conhece atualmente com precisão de até 1% de erro.
Q = 1,95 cal/(cm² . min) = 1,36 . 106 erg/(cm² . s) = 1360 W/m².
Multiplicando esta magnitude pela área da esfera com raio de 1 UA (unidade astronômica), temos a quantidade total de energia irradiada pelo Sol em todas as direções em um determinado tempo, ou seja, sua luminosidade total é igual a 3,8 . 1026 J/s.
Com base em várias medições minuciosas pode-se afirmar que a quantidade total de luminosidade do Sol se caracteriza por ser constante. Se existem fracas oscilações da constante solar estas devem ser com certeza, menores que 1%. No planeta Terra a quantidade de radiação solar diminui devido à absorção e dispersão na atmosfera, que é em média de 800-900 W/m².
É muito complicado medir a constante solar, essa medida exige realização de uma série de observações cuidadosas com vários aparelhos diferentes. Os de primeiro tipo são chamados de pireliômetros. Seu uso é feito para medir em unidades energéticas absolutas a quantidade total de energia solar que incide em um tempo determinado sobre uma superfície de área conhecida. Contudo, o resultado dado pelo pireliômetro não nos mostra diretamente o valor da constante solar, já que uma parte da radiação é absorvida ao passar pela atmosfera. Para registrar essa absorção, juntos com as medições no pireliômetro, se realizam uma série de medições da distribuição da energia no espectro do Sol com outro aparelho, o espectrômetro, que tem igual sensibilidade para os raios de distintos comprimentos de ondas. Essas medições se realizam para distintos valores de distâncias zenitais do Sol, quando seus raios atravessam uma espessura diferente da camada de ar. Para cada comprimento de onda pode-se construir em gráfico a dependência entre a intensidade I da radiação solar e a massa de ar. Denomina-se massa de ar a relação entre as espessuras óticas da camada de ar na direção dada e na direção do zênite. Usando razões geométricas se vê que, para as camadas paralelas ao plano da atmosfera, a massa de ar é proporcional a secante da distância do zênite (sec z). Explorando o gráfico representado até o eixo das ordenadas, obtemos a intensidade que tenderá a radiação se a massa de ar for igual à zero. Este é precisamente o valor que buscamos da intensidade, não alterado pela absorção na atmosfera. Efetuando esta operação para todas as zonas do espectro, se pode corrigir a distribuição da energia no espectro do Sol, registrada pelo espectrômetro, e contar a absorção, provocada pela passagem através da atmosfera.

## Espectrômetro e pireliômetro: instrumentos de medição
A diferença do pireliômetro e do espectrômetro é que o espectrômetro da os valores da intensidade somente em unidades relativas. Por isso, com o procedimento descrito, só se pode mostrar a relação entre os valores observados e a intensidade extra-atmosférica. A superfície, limitada pela curva de distribuição da energia e o eixo das abscissas é proporcional à energia total irradiada em todo espectro. Por isso, a relação entre as superfícies limitadas pela distribuição extra atmosférica e a observação da energia, é igual ao fator de correção multiplicado pelo resultado do pireliômetro, chegando assim ao valor real da constante solar. Ao resultado obtido se deve adicionar uma pequena correção, que tem em conta a radiação nas zonas do espectro absorvidas totalmente pela atmosfera terrestre e que, por conseqüência, não é registrado com o bolômetro. Essa radiação está situada nas zonas ultravioletas e infravermelho do espectro, e pode ser medida usando para observar desde foguetes, satélites artificiais e aviões. As observações extra atmosféricas permitem obter diretamente o valor verdadeiro da constante solar, assim, nos últimos anos a necessidade de utilizar o procedimento descrito vagarosamente deixa de ser atual.